# أمول رفيع الأوراق
أمول رفيع الأوراق (الاسم العلمي:Chlorogalum angustifolium) هو نوع من النباتات يتبع جنس الأمول من الفصيلة الهليونية.